# Gestapo
Gestapo ⓘ (26. travnja 1933. – 8. svibnja 1945.), bila je pokrata za "Geheime Staatspolizei" (njem. Državna tajna policija) koja je u razdoblju od nastanka Trećeg Reicha pa sve do kraja Drugog svjetskog rata djelovala kako na području samog Reicha, tako i tijekom rata u svim okupiranim zemljama. To je bila politička policija podređena Ministarstvu unutrašnjih poslova Reicha s vrlo širokim ovlastima i zato se razvila u zloglasni instrument državne vlasti. Vodio ju je jednako tako zloglasni Heinrich Himmler.
"Otac" Gestapa je Hermann Göring. Bila je iznad zakona. Poznata je po crnim i zelenim odorama. Počinila je velike ratne i druge zločine tijekom rata. 
Nastala je iz Pruske tajne policije.